# Freccia Orobica
La Freccia Orobica è un servizio ferroviario estivo espletato da Trenitalia Tper sulla relazione Bergamo-Pesaro.
A partire dal 2011, la categoria di servizio assegnata è quella di treno regionale.

## Storia
Il servizio fu istituito dalla società della Ferrovia Suzzara-Ferrara (FSF) nel 1970. Esso si affiancò ad altre due relazioni tra la Lombardia e la costa adriatica già esistenti ed esercite dalla FSF: Cremona-Pesaro e Brescia-Pesaro.
Dall'inizio furono impiegate le ALn 668 FSF di secondo tipo, che per questo motivo furono soprannominate Orobiche: la 11, già FIAT ALn 668.1999, e la 12. Fu impiegato anche materiale noleggiato dalle FS alla FSF, soprattutto nei periodi di forte frequentazione. In seguito, con l'acquisto delle ALn 668 FSF di terzo tipo, queste ultime sostituirono le prime, le quali furono relegate alla relazione Brescia-Verona-Pesaro. A partire dalla fine degli anni ottanta, a queste si affiancarono le ALn 663 acquisite dalla FSF in quel periodo.
Nel 2002, con la confluenza della FSF nella Ferrovie Emilia Romagna (FER), quest'ultima società rilevò l'esercizio di tutte le relazioni estive a lunga percorrenza della prima, tra cui la Freccia Orobica.
A partire dal 2009, con l'elettrificazione della linea Poggio Rusco-Ferrara, il servizio si svolse su un percorso interamente dotato di trazione elettrica e fu effettuato con convogli di carrozze Vivalto e locomotive E.464. Due anni dopo, la categoria di servizio da interregionale fu tramutata in regionale. Sempre a partire dal 2011, la Freccia Orobica rimase l'unico treno turistico estivo operato dalle FER, poiché furono soppressi gli altri collegamenti.
L'anno dopo il servizio passò in gestione a TPER, per poi passare, nel 2020, a Trenitalia Tper.
Nell'estate del 2024, a seguito di alcuni lavori presso la stazione di Bergamo, il servizio si attestò presso lo scalo di Brescia.

## Servizio
Il servizio è attivo indicativamente tra la seconda domenica di giugno e la prima domenica di settembre, in concomitanza con la sospensione estiva dell'attività scolastica, e consiste in una coppia di corse effettuate tutti i giorni. Il viaggio di andata ha inizio da Bergamo in prima mattina e termina a Pesaro a metà giornata, mentre quello di ritorno inizia a Pesaro nel tardo pomeriggio per terminare a Bergamo alla sera. Il tempo di percorrenza totale è di 5 ore e 48 minuti verso Pesaro e di 5 ore e 58 minuti in quello contrario.
La relazione utilizza sia linee ferroviarie statali gestite da Rete Ferroviaria Italiana (RFI), come la Lecco-Brescia, la Brescia-Verona, la Verona-Poggio Rusco, la Ferrara-Rimini e la Rimini-Pesaro, sia la linea Suzzara-Ferrara, gestita da FER. Data la particolarità del servizio, esso serve quasi tutte le località della linea Bergamo-Brescia, poi Nogara, Ostiglia, Poggio Rusco, Sermide e Ferrara. Tra Ravenna e Pesaro, il servizio copre la maggior parte delle località della riviera romagnola.